# إعصار عمان 1977
إعصار عمان عام 1977 كان هو أكثر الأعاصير المدارية دموية التي سجلتها سلطنة عمان. تشكلت العاصفة قبالة الساحل الغربي للهند في بحر العرب، وانحرفت غربًا لتصل رياح الذروة إلى 110 كم/ساعة (70 ميلًا في الساعة). ضربت العاصفة جزيرة مصيرة ثم جنوب عمان في 13 يونيو ، قبل أن تتبدد في اليوم التالي فوق السعودية. أنتجت عاصفة رياح تصل إلى 230 كم/ساعة (140 ميلاً في الساعة)، وكانت العاصفة هي أقوى إعصار سجل على شبه الجزيرة العربية حتى ضرب إعصار غونو في عام 2007. حوالي 95٪ من جزيرة جزيرة مصيرة تضررت بسبب الرياح القوية، بما في ذلك جزء كبير من قاعدة عسكرية.أسقط الإعصار 430.6 ملم (16.95 بوصة) من الأمطار على مدار 24 ساعة في جزيرة مصيرة، وهو أعلى معدل يومي يسجل في البلاد حتى عام 2003. وبشكل عام تسببت العاصفة في مقتل 105 أشخاص على الأقل وتشريد 50,000 شخص.